# Nhạn nâu xám

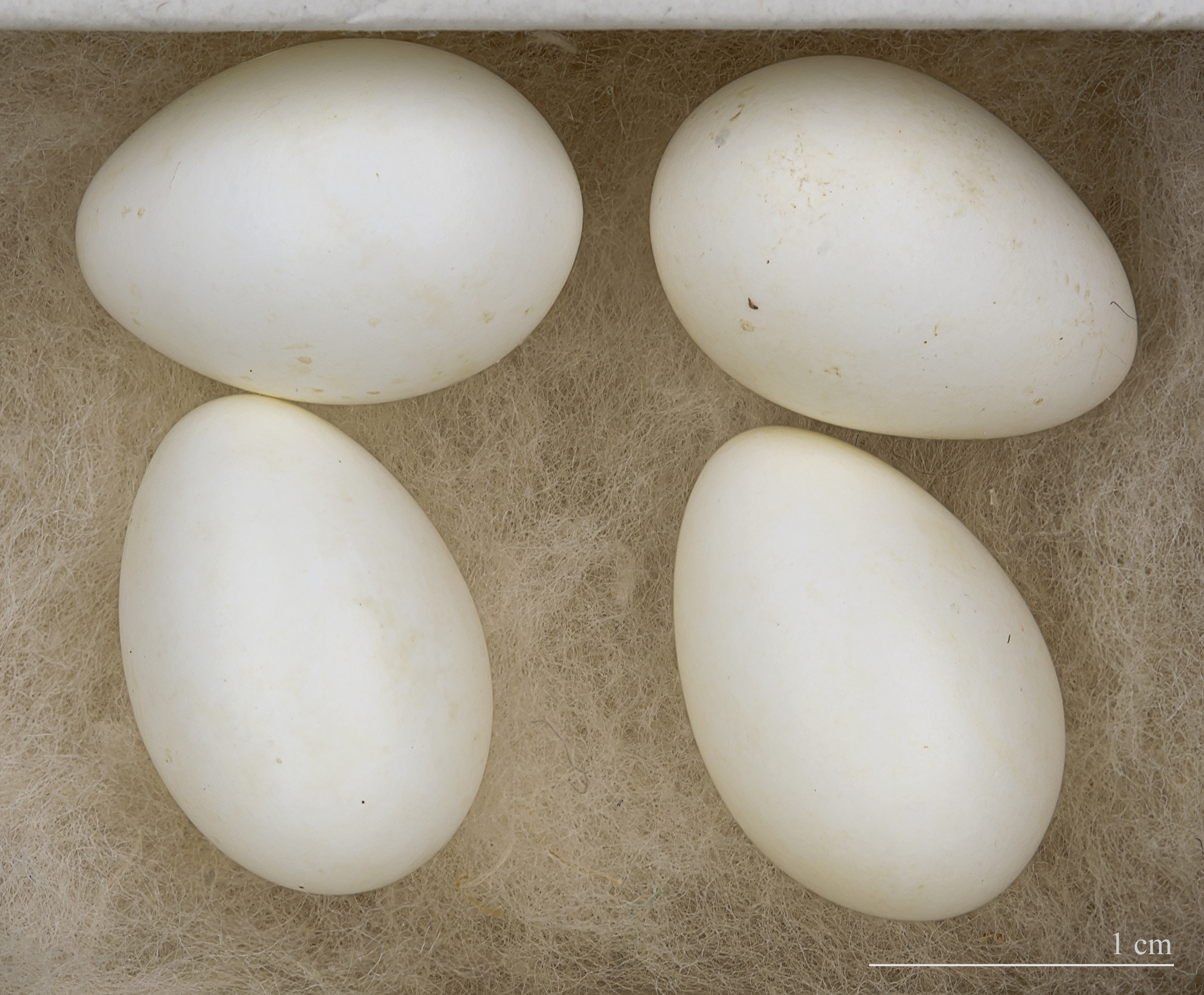
Riparia riparia

Riparia riparia là một loài chim trong họ Hirundinidae.

## Các phân loài
- R. r. riparia (Linnaeus, 1758): Bắc Mỹ, châu Âu tới Trung Á.
- R. r. innominata Zarudny, 1916: đông nam Kazakhstan.
- R. r. taczanowskii Stegmann, 1925: nam Siberi và trung Mông Cổ tới đông Siberi.
- R. r. ijimae (Lönnberg, 1908): đảo Sakhalin, quần đảo Kuril và Nhật Bản.
- R. r. shelleyi (Sharpe, 1885): Ai Cập.
- R. r. eilata Shirihai & Colston, 1992: tây Nam Á?

## Tham khảo

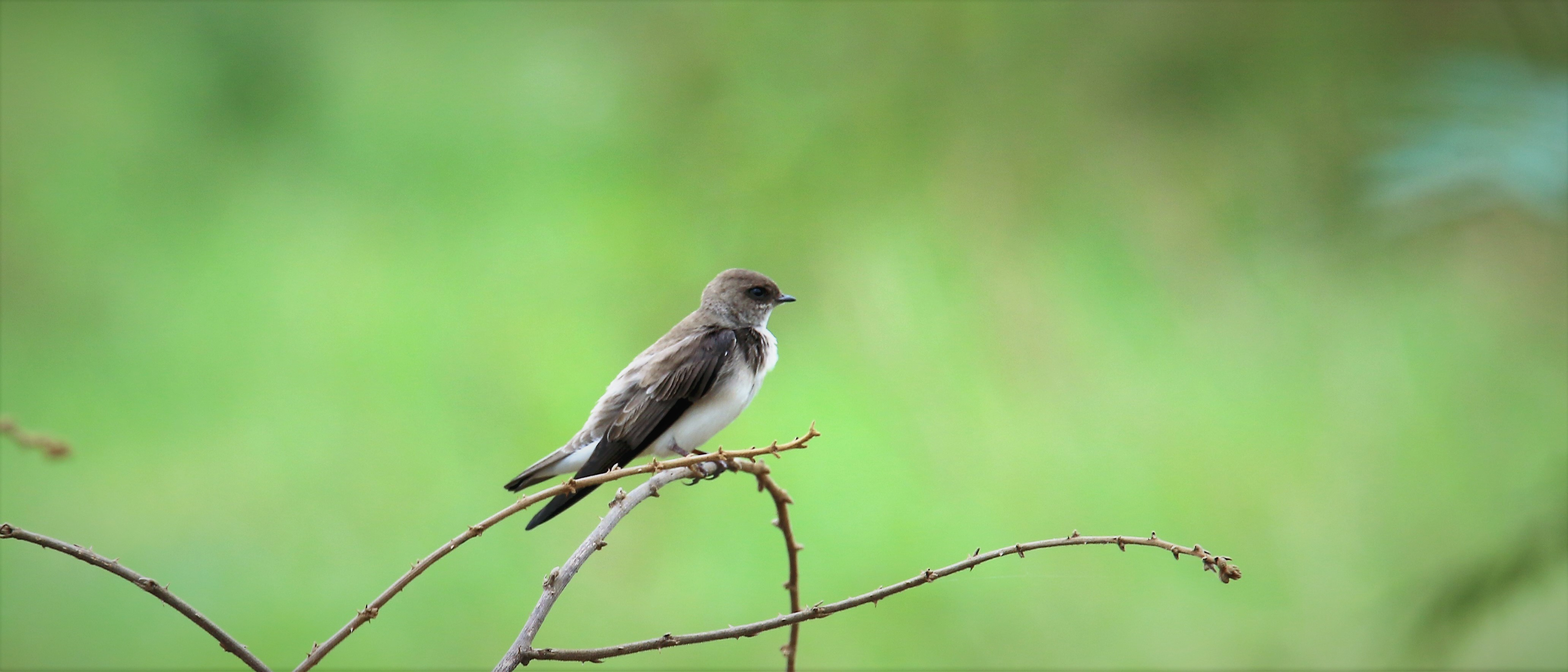